# فان ثيت
فان ثيت هي مدينة في فيتنام، تتبع مقاطعة بنه ثوان، هي عاصمة مقاطعة بنه ثوان، تبلغ مساحتها 206 كيلومتر مربع.

## المناخ
يظهر الجدول التالي التغييرات المناخية على مدار السنة لفان ثيت:
| البيانات المناخية لـفان ثيت                                   | البيانات المناخية لـفان ثيت | البيانات المناخية لـفان ثيت | البيانات المناخية لـفان ثيت | البيانات المناخية لـفان ثيت | البيانات المناخية لـفان ثيت | البيانات المناخية لـفان ثيت | البيانات المناخية لـفان ثيت | البيانات المناخية لـفان ثيت | البيانات المناخية لـفان ثيت | البيانات المناخية لـفان ثيت | البيانات المناخية لـفان ثيت | البيانات المناخية لـفان ثيت | البيانات المناخية لـفان ثيت |
| الشهر                                                         | يناير                       | فبراير                      | مارس                        | أبريل                       | مايو                        | يونيو                       | يوليو                       | أغسطس                       | سبتمبر                      | أكتوبر                      | نوفمبر                      | ديسمبر                      | المعدل السنوي               |
| ------------------------------------------------------------- | --------------------------- | --------------------------- | --------------------------- | --------------------------- | --------------------------- | --------------------------- | --------------------------- | --------------------------- | --------------------------- | --------------------------- | --------------------------- | --------------------------- | --------------------------- |
| الدرجة القصوى °م (°ف)                                         | 35.4 (95.7)                 | 34.0 (93.2)                 | 35.8 (96.4)                 | 37.2 (99.0)                 | 37.7 (99.9)                 | 37.6 (99.7)                 | 35.9 (96.6)                 | 36.0 (96.8)                 | 36.1 (97.0)                 | 34.7 (94.5)                 | 34.5 (94.1)                 | 34.5 (94.1)                 | 37.7 (99.9)                 |
| متوسط درجة الحرارة الكبرى °م (°ف)                             | 29.2 (84.6)                 | 29.4 (84.9)                 | 30.5 (86.9)                 | 31.9 (89.4)                 | 32.6 (90.7)                 | 32.1 (89.8)                 | 31.5 (88.7)                 | 31.4 (88.5)                 | 31.1 (88.0)                 | 30.9 (87.6)                 | 30.7 (87.3)                 | 29.8 (85.6)                 | 30.9 (87.6)                 |
| المتوسط اليومي °م (°ف)                                        | 24.8 (76.6)                 | 25.4 (77.7)                 | 26.6 (79.9)                 | 28.1 (82.6)                 | 28.6 (83.5)                 | 27.8 (82.0)                 | 27.1 (80.8)                 | 27.0 (80.6)                 | 27.0 (80.6)                 | 26.9 (80.4)                 | 26.4 (79.5)                 | 25.5 (77.9)                 | 26.8 (80.2)                 |
| متوسط درجة الحرارة الصغرى °م (°ف)                             | 21.2 (70.2)                 | 22.0 (71.6)                 | 23.6 (74.5)                 | 25.3 (77.5)                 | 25.7 (78.3)                 | 25.1 (77.2)                 | 24.7 (76.5)                 | 24.7 (76.5)                 | 24.5 (76.1)                 | 24.2 (75.6)                 | 23.3 (73.9)                 | 21.9 (71.4)                 | 23.9 (75.0)                 |
| أدنى درجة حرارة °م (°ف)                                       | 14.2 (57.6)                 | 16.3 (61.3)                 | 17.2 (63.0)                 | 19.9 (67.8)                 | 22.0 (71.6)                 | 21.7 (71.1)                 | 20.8 (69.4)                 | 20.6 (69.1)                 | 21.7 (71.1)                 | 20.3 (68.5)                 | 18.1 (64.6)                 | 12.4 (54.3)                 | 12.4 (54.3)                 |
| الهطول مم (إنش)                                               | 1 (0.0)                     | 0 (0)                       | 6 (0.2)                     | 30 (1.2)                    | 136 (5.4)                   | 145 (5.7)                   | 165 (6.5)                   | 164 (6.5)                   | 192 (7.6)                   | 155 (6.1)                   | 58 (2.3)                    | 20 (0.8)                    | 1٬072 (42.2)                |
| متوسط أيام هطول الأمطار                                       | 0.4                         | 0.4                         | 0.7                         | 3.5                         | 12.7                        | 16.4                        | 16.3                        | 18.4                        | 17.2                        | 13.5                        | 7.0                         | 3.1                         | 109.6                       |
| متوسط الرطوبة النسبية (%)                                     | 74.3                        | 74.7                        | 76.3                        | 77.8                        | 79.8                        | 81.7                        | 83.2                        | 83.4                        | 84.4                        | 83.3                        | 79.5                        | 76.4                        | 79.6                        |
| ساعات سطوع الشمس الشهرية                                      | 278                         | 272                         | 304                         | 282                         | 247                         | 215                         | 214                         | 203                         | 197                         | 211                         | 217                         | 240                         | 2٬880                       |
| المصدر: Vietnam Institute for Building Science and Technology |                             |                             |                             |                             |                             |                             |                             |                             |                             |                             |                             |                             |                             |